# Lege și dreptate
Justified (Lege și dreptate) este un serial de televiziune american  dramatic de crimă neo-western care a avut premiera la 16 martie 2010, pe rețeaua FX. Dezvoltat de Graham Yost⁠(d), se bazează pe scrierile lui Elmore Leonard despre personajul Raylan Givens, în special povestirea „Fire in the Hole”. Timothy Olyphant îl interpretează pe Raylan Givens, un ajutor dur de șerif federal american care își impune propriul brand în justiție. Serialul are loc în jurul locuitorilor și culturii din zona munților Appalachi din estul Kentucky, în special în comitatul Harlan, unde au crescut multe dintre personajele principale. De asemenea, include Lexington, Kentucky, unde se află biroul local al U.S. Marshals⁠(d).  Serialul, care are 78 de episoade, a fost difuzat pe parcursul a șase sezoane și s-a încheiat la 14 aprilie 2015.
Justified a avut aprecieri din partea criticilor în cea mai mare parte a transmisiei sale și a fost catalogat de mai multe publicații drept unul dintre cele mai bune seriale TV din anii 2010. Actoria, regia, regia artistică și scrisul au fost lăudate, la fel ca și interpretările lui Olyphant și Walton Goggins⁠(d). Justified a fost nominalizat la opt premii Emmy, din care a primit două, pentru interpretarea actriței Margo Martindale⁠(d) ca Mags Bennett și interpretarea lui Jeremy Davies⁠(d) ca Dickie Bennett.
În ianuarie 2022, FX a anunțat Justified: City Primeval, o continuare limitată cu Olyphant reluând rolul lui Raylan Givens. A avut premiera la 18 iulie 2023.

## Prezentare
Ajutorul de șerif federal al SUA, Raylan Givens, este un om al legii din Vestul Sălbatic, care trăiește în timpurile moderne. Aplicarea lui neconvențională a justiției îl face o țintă a criminalilor și un copil cu probleme pentru superiorul său de la US Marshals Service. Ca răspuns la împușcarea rapidă, controversată, dar și „justificată” a asasinului mafiot Tommy Bucks în Miami (care a avut 24 de ore să părăsească orașul), Givens este realocat la Biroul din Districtul de Est al Kentucky, care are sediul în Lexington. Această jurisdicție include comitatul Harlan, unde Raylan s-a născut și a crescut și de care credea că a scăpat definitiv în tinerețe.